# Monte (Boiro)
Monte (en gallego y oficialmente, O Monte) es una aldea española situada en la parroquia de Bealo, del municipio de Boiro, en la provincia de La Coruña, Galicia.

## Demografía
| Gráfica de evolución demográfica de Monte entre 2000 y 2018 |
|                                                             |
| Datos según el nomenclátor publicado por el INE.            |